# Rico Engler
Rico Engler (* 28. April 1987 in Borna) ist ein deutscher Fußballspieler.

## Karriere
Er begann seine Karriere 1992 in der Jugendmannschaft des SV Flößberg. Nachdem Engler beim FSV Kitzscher und dem Bornaer SV gespielt hatte, wechselte er zum VfB Leipzig. Nach der Insolvenz des Vereins spielte er bei dessen Nachfolger, dem 1. FC Lokomotive Leipzig, und spielte in der Saison 2005/06 bereits für die 1. Mannschaft. Er deutete sein Talent an und erzielte in fünf Spielen zwei Tore. 2006 wurde er zu einem festen Bestandteil des 1. FC Lokomotive Leipzig. Engler ist durch seine Schnelligkeit und seine Torgefährlichkeit bekannt. Zur Saison 2010/11 wechselte er zum SV Babelsberg 03. Sein erstes Spiel für die Babelsberger in der dritten Liga bestritt er am zweiten Spieltag gegen den SV Wehen Wiesbaden, als er in der 78. Minute für Anton Müller eingewechselt wurde. Engler kam jedoch überwiegend in der Babelsberger Reserve in der Brandenburgliga zum Einsatz. Sein erstes Drittligator erzielte er am 36. Spieltag beim 1:1 gegen die SG Dynamo Dresden. Am Ende der Saison 2010/11 gab der Verein bekannt, dass der auslaufende Vertrag von Engler nicht verlängert wird und der Stürmer kehrte zu Lok Leipzig zurück. Mit Leipzig schaffte er in der Saison 2011/12 den Aufstieg in die neue Regionalliga Nordost.